# 小行星3327
小行星3327（3327 Campins）是一颗绕太阳运转的小行星，为主小行星带小行星。该小行星于1985年8月14日发现。

## 轨道参数
小行星3327的轨道半长轴为3.1750475 UA，离心率为0.100。